# Stor-Pengsjön
Stor-Pengsjön är en sjö i Örnsköldsviks kommun i Ångermanland och ingår i Moälvens huvudavrinningsområde. Sjön har en area på 0,438 kvadratkilometer och ligger 293 meter över havet. Stor-Pengsjön ligger i Pengsjökomplexet Natura 2000-område. Sjön avvattnas av vattendraget Pengsjöån (Degersjöån).

## Delavrinningsområde
Stor-Pengsjön ingår i det delavrinningsområde (706555-159117) som SMHI kallar för Utloppet av Stor-Pengsjön. Medelhöjden är 304 meter över havet och ytan är 3,32 kvadratkilometer. Räknas de 13 avrinningsområdena uppströms in blir den ackumulerade arean 123,52 kvadratkilometer. Pengsjöån (Degersjöån) som avvattnar avrinningsområdet har biflödesordning 2, vilket innebär att vattnet flödar genom totalt 2 vattendrag innan det når havet efter 100 kilometer. Avrinningsområdet består mestadels av skog (21 procent) och sankmarker (66 procent). Avrinningsområdet har 0,44 kvadratkilometer vattenytor vilket ger det en sjöprocent på 13,2 procent.